# Incantation (americká hudební skupina)
Incantation (v překladu z angličtiny zaklínadlo) je americká death metalová kapela založená v roce 1989 ve městě Johnstown v Pensylvánii. Mezi zakládající členy patřili John McEntee (kytara, vokály) a Paul Ledney (bicí). Mezi témata kapely patří okultismus, satanismus a rouhačství.
Debutové studiové album vyšlo roku 1992 a nese název Onward to Golgotha.

## Diskografie
Demo nahrávky
- Rehearsal Demo (1990)
- Demo # 1 (1990)
- Promo (1996)

Studiová alba
- Onward to Golgotha (1992)
- Mortal Throne of Nazarene (1994)[4]
- Upon the Throne of Apocalypse (1995)
- Diabolical Conquest (1998)
- The Infernal Storm (2000)
- Blasphemy (2002)
- Decimate Christendom (2004)
- Primordial Domination (2006)
- Vanquish in Vengeance (2012)
- Dirges of Elysium (2014)
- Profane Nexus (2017)
- Sect of Vile Divinities (2020)

EP
- Entrantment of Evil (1990)
- Deliverance of Horrific Prophecies (1991)
- The Forsaken Mourning of Angelic Anguish (1997)[1]
- Blasphemous Cremation (2008)

Kompilační alba
- XXV (2016)
- Unholy Massacre (2016)
- Tricennial of Blasphemy (2022)

Singly
- Thieves of the Cloth (2006)
- Scapegoat (2010)
- Degeneration (2012)

Živá alba
- Tribute to the Goat (1997)
- Live Blasphemy in Brazil Tour 2001 (2002)
- Rotting Spiritual Embodiment (2017)

Various Artists kompilace
- Relapse Singles Series Vol. 3 (2004) – VA kompilační CD firmy Relapse Records s kapelami Rottrevore, Repulsion, Monstrosity a Incantation
- Contamination Tour 2018 (2018) – VA kompilační 12" vinyl kapel Dying Fetus, Incantation, Genocide Pact, Gatecreeper